# Уварова, Светлана Геннадьевна
Светлана Геннадьевна Уварова (укр. Світлана Геннадіївна Уварова; род. 20 июня 1964) —психоаналитик, доктор психологии, HDR, кандидат педагогических наук, магистр психологии Университета г. Страсбурга (Франция), основатель и ректор Международного Института Глубинной Психологии (Киев, Украина), Президент Украинской Ассоциации Психоанализа (Киев, Украина) и Международной Федерации Психоанализа (Страсбург, Франция), Член правления, сертифицированный тренинговый аналитик и супервизор Европейской Конфедерации Психоаналитических Психотерапий (Вена, Австрия), член Всемирного Совета по Психотерапии (Вена, Австрия), член-корреспондент Лаборатории психологии обучения им. И.А. Синицы Института психологии им. Г.С. Костюка Национальной академии педагогических наук Украины, главный редактор издательства ПВНЗ «МІГП» и журнала «Психоаналіз. Часопис» (Киев, Украина), член Редакционного Совета «Европейского Журнала Психоанализа» (англ. European Journal of Psychoanalysis) (Рим, Италия, Нью-Йорк, США), главный редактор его русскоязычной версии (Киев, Украина).

## Биография

### Образование
Окончила ордена «Знак Почета» Высшую профсоюзную школу культуры по специализации «педагогика и психология» (1988) . Окончила Восточно-Европейский институт психоанализа (1999). Магистр психологии Университета г. Страсбург (2013). Кандидат педагогических наук по специальности «теория и методика обучения технологий» (2013) — тема диссертации «Самореализация личности ученика в художественно-эстетическом направлении внешкольного образования» (укр. «Самореалізація творчої особистості учня у художньо-естетичному напрямі позашкільної освіти»). Степень научного руководителя HDR (Habilitation à diriger des recherches) – тема диссертации «Вклад психоанализа в рассмотрение социальных процессов на примере Украины»).

### Деятельность
1989 - 1991 г.г. — ученый секретарь «Советской социологической ассоциации»
1996—1997 г.г. — психолог-консультант лечебно-консультативного центра «МРТ»
1997—1999 г.г. — психолог-консультант Благотворительного фонда содействия развитию психической культуры «Институт развивающих психотехнологий»
1999—2001 г.г. — директор Киевского представительства Восточно-Европейского института психоанализа (Киев, Украина)
С 2000 года — член Правления Европейской Конфедерации Психоаналитических психотерапий (Вена, Австрия)
2001—2004 г.г. — директор ООО «Международный Институт Глубинной Психологии» (Киев, Украина)
С 2003 года — Президент ВОО «Украинская Ассоциация Психоанализа» и главный редактор издательства ПВНЗ «МІГП» и журнала «Психоаналіз. Часопис»  (Киев, Украина)
С 2004 года — ректор частного высшего учебного заведения «Международный Институт Глубинной Психологии» (Киев, Украина)
2004 год — организатор Центра по преодолению кризисных ситуаций (Киев, Украина)
2004 год – организатор и участник совместно с Министерством по делам семьи, детей и молодежи всеукраинского проекта по организации супервизий для психологов и социальных работников Украины, а также ряда мероприятий, направленных на  предупреждение профессионального выгорания, 
С 2005 года — член Редакционного совета журнала «Европейский журнал психоанализа» (англ. European Journal of Psychoanalysis) (г. Рим, Италия)
2006 год — составитель и научный редактор «Словника психологічних термінів (з глибинної психології)
2007 год — участник проекта «Лаборатория научного перевода» совместно с Международным фондом «Відродження»
В 2008 год — организатор и участник образовательного проекта Израильского Центра предупреждения стресса у населения «Организация и оказание помощи в стрессогенных и кризисных ситуациях»
С 2012 года — член Всемирного Совета по Психотерапии (Вена, Австрия)
С 2013 года — главный редактор русскоязычной версии журнала «Европейский журнал психоанализа» (англ. European Journal of Psychoanalysis) (Киев, Украина)
В 2014-2015 г.г. – участник проекта «Організація надання соціально-психологічної допомоги дітям та їх сім’ям, переміщеним в регіони України з тимчасово окупованої території та районів проведення антитерористичної операції» совместно с Всеукраинской общественной организацией «Лига социальных работников Украины» при поддержке Посольства Австралии в Республике Польша
С 2015 года — член-корреспондент Лаборатории психологии обучения им. И.А. Синицы Института психологии имени Г. С. Костюка Национальной академии педагогических наук Украины
С марта 2015 года — Президент Международной Федерации психоанализа (Страсбург, Франция)

### Зарубежное научное сотрудничество
Университет Кот-д'Азюр (фр. UNIVERSITÉ CÔTE D'AZUR) Ницца, Франция; Католический университет Лилля (фр. Université catholique de Lille) Лилль, Франция; Университет Страсбурга ( фр. Université de Strasbourg) Страсбург, Франция; Институт передовых исследований по психоанализу (англ. I.S.A.P.) Рим, Италия; Аргентинская Психоаналитическая Ассоциация (англ. Argentine Psychoanalytic Association) Буэнос-Айрес, Аргентина; Европейская Конфедерация Психоаналитических Психотерапий (The European Confederation of Psychoanalytic Psychotherapies) Вена, Австрия.

### Преподавательская деятельность
Лекция «Введение в специальность»
Лекция «Основные принципы психоаналитической практики»
Лекция «Введение в психоанализ»
Лекция «Методика и техника психоанализа: предварительное интервью и начало работы»
Лекция «Методика и техника психоанализа: середина процесса»
Лекция «Теория и практика супервизии»
Лекция «Этика психоанализа»
Лекция «Теория и практика группового психоанализа»
Семинар «Массовая психология и анализ человеческого Я»
Семинар «Психопатология обыденной жизни»
Семинар «Тотем и табу»
Семинар «Леонардо да Винчи: воспоминание детства»
Семинар «Анализ фобии одного пятилетнего мальчика»
Семинар «Из истории одного инфантильного невроза. Человек-Волк»
Семинар «Толкование сновидений»
Семинар «Моисей и монотеистическая религия»
Семинар «Три очерка по теории сексуальности»
Семинар «Остроумие и его отношение к бессознательному»
Семинар «Фрагмент анализа одного случая истерии»
Семинар «Лекции по введению в психоанализ»
Семинар «Очерки по психологической сексуальности»
Семинар «Техника психоанализа»
Лекция «Еще раз про любовь» / Музей сновидений, Киев, Украина
Лекция «Еще раз про любовь» / Музей сновидений Зигмунда Фрейда, Санкт-Петербург, Россия
Лекция «Судьбы психоаналитических открытий Фрейда» / Международный институт глубинной психологии, Киев, Украина
Лекция «Человек-Волк или о чем могут рассказать детские кошмары?»/ Музей сновидений, Киев, Украина
Семинар-практикум «Деньги в психоаналитическом процессе»/ Международный институт глубинной психологии, Киев, Украина

## Интересы
Психоанализ, психология, литература, искусство, философия, культурология, киноискусство, путешествия.

## Публикации в украинских научных изданиях
1. Уварова С. Г. Деякі аспекти творчої самореалізації та обдарованості дітей / С. Г. Уварова // Науковий часопис Національного педагогічного університету ім. М. П. Драгоманова. Серія 17. Теорія і практика навчання та виховання : зб. наук. пр. — К.: Видво НПУ ім. М. П. Драгоманова, 2011. — Вип. 16. — С. 189—192.
2. Уварова С. Г. Педагогічні умови самореалізації творчої особистості учня у позашкільній освіті / С. Г. Уварова // Науковий часопис Національного педагогічного університету ім. М. П. Драгоманова. Серія 17. Теорія і практика навчання та виховання : зб. наук. пр. — К. : Вид-во НПУ ім. М. П. Драгоманова, 2011. — Вип. 17. — С. 163—167.
3. Уварова С. Г. Філософські аспекти глибинної психології та психоаналізу / С. Г. Уварова // Науковий часопис Національного педагогічного університету ім. М. П. Драгоманова. Серія 17. Теорія і практика навчання та виховання : зб. наук. пр. — К. : Видво НПУ ім. М. П. Драгоманова, 2011. — Вип. 18. — С. 177—180.
4. Уварова С. Г. До питання психологічного аспекту самореалізації творчої особистості учня / С. Г. Уварова // Наукові записки НПУ ім. М. П. Драгоманова : зб. наук. ст. — К. : НПУ, 2012. — Вип. СІІ (102). — С. 198—203. — (Серія «Педагогічні та історичні науки»).
5. Уварова С. Г. Самореалізація творчої особистості як наукова проблема // Науковий часопис Національного педагогічного університету імені М. П. Драгоманова. Серія 5. Педагогічні науки: реалії та перспективи : зб. наук. пр. — К. : Вид-во НПУ імені М. П. Драгоманова, 2012. — Вип. 36. — С. 128—131. — (Серія «Педагогічні та історичні науки»).
6. Уварова С. Г. Деякі аспекти педагогічного і глибинно психологічного підходу до дитячого малюнка / С. Г. Уварова // Науковий часопис Національного педагогічного університету імені М. П. Драгоманова. Серія 5. Педагогічні науки: реалії та перспективи : зб. наук. пр. — К. : Вид-во НПУ імені М. П. Драгоманова, 2012. — Вип. 37. — С. 128—131. — (Серія «Педагогічні та історичні науки»).
7. Уварова С. Г. Місце психологічної допомоги у кризовому сьогоденні //збірник наукових праць «Проблеми сучасної психології», м. Запоріжжя. № 2 (8) 2015 с. 233—239
8. Уварова С. Г. Сучасне суспільство у вимірі перманентної кризовості //«Науковий вісник Херсонського державного університету», м. Херсон Випуск 1/2015, Том 2, с.113-119
9. Уварова С. Г. Погляд на травму в контексті питання про передумови появи психічних наслідків суспільних криз //«Вісник Одеського національного університету», м. Одеса Том 20. Випуск № 4 (38) 2015 — с.167-177.
10. Уварова С. Г. До питання про механізми появи психічних наслідків суспільних криз // «Проблеми сучасної психології», м. Кам’янець — Подільський Випуск № 30/2015, с.634-646.
11. Уварова С. Г. Актуальні проблеми надання екстреної психологічної допомоги постраждалим внаслідок надзвичайних ситуацій // "Наукові записки. Серія «Психологія», м. Рівне Випуск 2, 2015. с.133-144.
12. Уварова С. Г. Особливості навчальних програм для волонтерів з надання першої психологічної допомоги // «Науковий вісник Херсонського державного університету», м. Херсон Випуск 6 / 2015, с.159-163.
13. Уварова С. Г. Теоретичні та прикладні аспекти телефонної психологічної допомоги населенню в умовах надзвичайних ситуацій // «Науковий вісник Херсонського державного університету», м. Херсон Випуск 5/ 2015, с.140-143.
14. Уварова С. Г. Особистість в умовах суспільної кризи // «Психологія і особистість» м. Полтава № 1 (9) 2016. — с.163-174.
15. Уварова С. Г. Теоретичні та практичні аспекти групової психологічної допомоги в кризових ситуаціях // «Вісник Харківського національного університету. Серія Психологія», м. Харків, Випуск 59, 2016. с.89-93
16. Уварова С. Г. Особливості та динаміка психічних станів особистості в кризових умовах // збірник «Психологічні перспективи», м. Луцьк Випуск 27, 2016. — с.257-268.
17. Уварова С. Г. Актуальні проблеми психологічної підтримки фахівців з подолання наслідків травматичних подій // «Проблеми сучасної психології», м. Кам’янець — Подільський Випуск № 31/ 2016, с.454-467.
18. Уварова С. Г. Психологічна просвіта в контексті проблеми попередження посттравматичних стресових станів // «Науковий вісник Миколаївського національного університету В. О. Сухомлинського. Психологічні науки» м. Миколаїв № 1(16) травень 2016 с.202-207
19. Уварова С. Г. Особливості підготовки волонтерів з надання екстреної телефонної психологічної допомоги //«Вісник Одеського національного університету», м. Одеса Том 21 Випуск 1(39) 2016.
20. Уварова С.Г. Трирівнева модель системи методологічного забезпечення психологічної допомоги особистості в психодинамічному підході // Збірник наукових статей ПЗВО «Київський міжнародний університет» й Інституту соціальної та політичної психології НАПН України. Серія: «Психологічні науки: проблеми і здобутки». Випуск (1-2) 13-14. К. КиМУ, 2019. – с.373-394.
21. Уварова С.Г. Гносеологія психоаналізу в натуралістичному, структуральному, феноменологічному, екзистенційному тлумаченнях // Збірник наукових праць РДГУ, Випуск 13, 2019. - С. 167-174. 22. Уварова С.Г. Концептуальна модель психологічної допомоги особистості в умовах суспільної кризи // Психологія і особистість. 2019 № 1 (15). – с.225-243.

## Публикации в зарубежных изданиях
1. Уварова С. Г. Актуальні проблеми психологічного консультування в умовах суспільних криз // Sciences of Europe (Global science center LP), г. Прага Vol 1, № 4 (4) 2016. — с.69-71
2. Уварова С. Г. Психоаналіз в Україні: до питання про історію становлення // American Scientific Journal № 3 (3) / 2016. — с.89-92
3. Uvarova S. The Hidden Side of the Moon. Beyond the Feminine // European Journal of Psychoanalysis. — http://www.journal-psychoanalysis.eu/the-hidden-side-of-the-moonbeyond-the-feminine/ (англ.)
4. Uvarova S. Il destino della Fanciulla di Neve nel XXI° secolo // European Journal of Psychoanalysis. — http://www.journal-psychoanalysis.eu/il-destino-della-fanciulla-di-nevenel-xxi-secolo-la-trasformazione-della-sessualita-e-degli-approcci-psicoanalitici/ (итал.)
5. Uvarova S.The Optimistic Tragedy of Ukraine // Innovations in Science: the Challenges of Our Time. – Accent graphics communications & Publishing – Hamilton, ON, 2018. – С.112-126.
6. Uvarova S. The System of Rendering Psychological Emergency Aid to the Persons Aggrieved as a Result of the Emergency Situations: the Experience of Ukraine // American Journal of Fundamental, Applied & Experimental Research. Publ.: Ukraine and Ukrainians Abroad Not-for-profit Corporation, New York, USA (07/2018–09/2018). – Issue: 3 (10)/2018. – С.66-72.

## Публикации в других изданиях
1. Уварова С. Г. Вступительное слово редактора //Психоаналіз. Часопис. 2003. № 1.- К.: Вид-во ПВНЗ «МІГП». — с.9.
2. Уварова С. Г. Обращение Президента Украинской Ассоциации Психоанализа // Психоаналіз. Часопис. 2003. № 1. — К.: Вид-во ПВНЗ «МІГП». — с. 13.
3. Уварова С. Г. Доклад Президента Украинской Ассоциации Психоанализа на Летней школе «Профессиональная идентичность психоаналитика» //Психоаналіз. Часопис. 2003. № 2. — К.: Вид-во ПВНЗ «МІГП». — с. 7.
4. Уварова С. Г. Родительская роль и функциональное бесплодие // Психоаналіз. Часопис. 2003. № 3. — К.: Вид-во ПВНЗ «МІГП». — с. 84.
5. Уварова С. Г. Вступительное слово редактора // Психоаналіз. Часопис. 2004. № 1 (4). — К.: Вид-во ПВНЗ «МІГП». — с. 6.
6. Уварова С. Г. Сопротивление психоанализу: драма или трагедия? // Психоаналіз. Часопис. 2005. № 1 (6). — К.: Вид-во ПВНЗ «МІГП». — с. 7.
7. Уварова С. Г. Слово редактора // Психоаналіз. Часопис. 2005. № 2 (7). — К.: Вид-во ПВНЗ «МІГП». — с. 6.
8. Уварова С. Г. Проблема верволка в средней полосе // Психоаналіз. Часопис. 2006. № 1 (8). — К.: Вид-во ПВНЗ «МІГП». — с. 7.
9. Уварова С. Г. Слово главного редактора: Почему Лакан? // Психоаналіз. Часопис. 2007. № 1 (9). — К.: Вид-во ПВНЗ «МІГП». — с. 6.
10. Уварова С. Г. Интерес к психоанализу: история соблазнения // Психоаналіз. Часопис. 2007. № 2 (10). — К.: Вид-во ПВНЗ «МІГП». — с. 63.
11. Уварова С. Г. Слово главного редактора // Психоаналіз. Часопис. 2008. № 1 (11). — К.: Вид-во ПВНЗ «МІГП». — с. 6.
12. Уварова С. Г. Невозможное и возможное в психоанализе //Психоаналіз. Часопис. 2009. № 1 (12). — К.: Вид-во ПВНЗ «МІГП». — с. 22.
13. Уварова С. Г. Свободные ассоциации //Психоаналіз. Часопис. 2009. № 2 (13). — К.: Вид-во ПВНЗ «МІГП». — с. 29.
14. Уварова С. Г. Слово главного редактора // Психоаналіз. Часопис. 2010. № 1 (14). — К.: Вид-во ПВНЗ «МІГП». — с. 6.
15. Уварова С. Г. Почему мазохизм // Психоаналіз. Часопис. 2011. № 1 (15). — К.: Вид-во ПВНЗ «МІГП». — с. 20.
16. Уварова С. Г. Субъект как сюжет // Психоаналіз. Часопис. 2012. № 1 (16). — К.: Вид-во ПВНЗ «МІГП». — с. 30.-35
17. Уварова С. Г. Обратная сторона Луны — по ту сторону женского // Психоаналіз. Часопис. 2013. № 1 (17). — К.: Вид-во ПВНЗ «МІГП». — с. 44.
18. Уварова С. Г. Золото психоанализа в эпоху меди // Психоаналіз. Часопис. 2015. № 1 (18). — К.: Вид-во ПВНЗ «МІГП». — с. 89.
19. Уварова С. Г. Транссексуализм как феномен современности // Психоаналіз. Часопис. Юбилейный выпуск. 2016. № 1 (19). — К.: Вид-во ПВНЗ «МІГП». — с. 92.
20. Ж. Лакан Беседа с Мишелем Х. Случай транссексуализма / перевод с франц. Уварова С. Г. // Психоаналіз. Часопис. Юбилейный выпуск. 2016. № 1 (19). — К.: Вид-во ПВНЗ «МІГП». — с. 97.
21. Уварова С. Г. Карта родины //Психоаналіз. Часопис. Спецвыпуск по материалам конгресса «Родина. Что это значит для нас сегодня?». 2017. № 1 (20). — К.: Вид-во ПВНЗ «МІГП». — с. 22.
22. Уварова С. Г. Свободные ассоциации — трансформация смыслов // Европейский Журнал Психоанализа. 2013. № 1. — К.: Вид-во ПВНЗ «МІГП». — с. 139.
23. Уварова С. Г. Функциональное бесплодие у женщин: влияние ранних семейных отношений и социально-культурных факторов // Европейский Журнал Психоанализа. 2014. № 2. — К.: Вид-во ПВНЗ «МІГП». — с. 138.
24. Уварова С. Г. Психоанализ и закон: возвращение вытесненного // Европейский Журнал Психоанализа. 2015. № 3. — К.: Вид-во ПВНЗ «МІГП». — с. 8.
25. Уварова С. Г. Зигмунд Фрейд и Человек-Волк: между правдой и истиной // Европейский Журнал Психоанализа. 2015. № 3. — К.: Вид-во ПВНЗ «МІГП». — с. 170.
26. Уварова С. Г. Психоанализ и закон: возвращение вытесненного // Европейский журнал психоанализа. — 2015. — № 3. — С. 8-30.
27. Уварова С.Г. Психоанализ между верой и неверием // Европейский Журнал Психоанализа. – Київ, Вид-во ПВНЗ «МІГП», 2018. – № 4. – С. 8-18.
28. Уварова С.Г. Эра скуки // Европейский Журнал Психоанализа. – Київ, Вид-во ПВНЗ «МІГП», 2019. – № 5. – С. 7-16.
29. Уварова С.Г. Судьба Снегурочки в XXI веке. Трансформация сексуальности и психоаналитических подходов // Европейский Журнал Психоанализа. – Київ, Вид-во ПВНЗ «МІГП», 2021. – № 6. – С. 131-146.
30. Уварова С.Г. Сюжети та значення психоаналітичної роботи за часів війни // Психоаналіз. Часопис. 2023. № 1 (25). — К.: Вид-во ПВНЗ «МІГП». — с. 59-73.

## Книги
1. Мазин В. А. Зигмунд Фрейд: психоаналитическая революция / Главный редактор Уварова С. Г. — Ніжин: ТОВ «Видавництво Аспект-Поліграф», 2011. — 360 с.: 31 ил.
2. Мазин В. А. Введение в Лакана / Главный редактор Уварова С. Г. — 2-е изд., доповн. — Ніжин: ТОВ «Видавництво Аспект-Поліграф», 2010. — 212 с.: 33 илл.
3. Мазин В. А. Онейрография: Призраки и Сновидения / Главный редактор Уварова С. Г. — Ніжин: ТОВ «Видавництво Аспект-Поліграф», 2008. — 304 с.: 39 илл.
4. Мазин В. А. Машина по имени «Человек» / Главный редактор Уварова С. Г. — Ніжин: ТОВ «Видавництво Аспект-Поліграф» , 2008. — 214 с.: 3 илл.
5. Резник С. Ментальное пространство: лекции прочитанные в университете Сорбонна, Париж, 1987—1988 / Главный редактор Уварова С. Г., перевод с англ. И. М. Буданской. — К: УАП-МИГП, 2005. — 160 с.: 23 илл.
6. Резник С. Человек в бреду: телесные ощущения при психозах / Главный редактор Уварова С. Г., перевод с англ. И. М. Буданской. — Ніжин: ТОВ «Видавництво Аспект-Поліграф», 2006. — 324 с.
7. Моргенштерн С. Детский психоанализ: Структура личности. Характерология. Клиническая практика: сборник работ /Главный редактор, научный редактор Уварова С. Г., перевод с фр. О. В. Колчановой. — К: ПВНЗ «МИГП», 2015. — 256 с.: 79 илл.
8. Уварова С. Г. Любовь и смерть в психоанализе — К: Издательство ПВНЗ «МИГП», 2015. — 210 с.
9. Практичне керівництво для психологів та соціальних працівників» Соціально — психологічна допомога дітям та їхнім сім’ям, тимчасово переміщеним в регіони України з тимчасово окупованих територій і районів проведення антитерористичної операції / Головний редактор Уварова С. Г. — Автор. колектив: Улько Н. М., Бойченко Н. Г., Гришкан С. О. — К: Етна −1,2015. 111с.
10. Словник психологічних термінів (з глибинної психології) / уклад. : С. Г. Уварова, Б. Г. Херсонський; за ред. С. І. Рясенко. — К.: Держсоцслужба, 2006. — 260с.
11. С. Г. Уварова, Н. Г. Бойченко, С. О. Гришкан, Н. М. Улько Психологічна допомога в кризових ситуаціях / Головний редактор Уварова С. Г. — К: ПВНЗ «МИГП», 2016. — 248 с.: 3 іл.
12. Бенвенуто С. Лакан сегодня / Главный редактор, научный редактор Уварова С. Г., перевод с итал. Г. И. Фурман — К: ПВНЗ «МИГП», 2017. — 295 с.: 4 илл.
13. Уварова С. Г. Психоанализ и социальные процессы — К: Издательство ПВНЗ «МИГП», 2017. — 247 с.
14. Человек-Волк. Антология. Психоанализ. История и воспоминания. / под ред. Уваровой С.Г. – К: ПВНЗ «МИГП», 2021. – 334 с.
15. Бенвенуто С. Accidia. Уныние. Страсть безразличия / под ред. Уваровой С.Г. – К: ПВНЗ «МИГП», 2022. – 264 с.

## Доклады на международных конференциях
1. Уварова С. Г. Особливості самореалізації творчої особистості учня у художньо-естетичному напрямі позашкільній освіті // Наукова еліта у розвитку держав: зб. матеріалів Міжнар. наук.-практ. конф., (Україна, Київ, 9-10 жовт. 2012 р.) упоряд. О. В. Биковська, О. В. Лісовий, С. О. Лихота, Л. Л. Макаренко ; М-во освіти і науки, молоді та спорту України ; Нац. пед. ун-т ім. М. П. Драгоманова, Ін-т екології економіки і права ; Нац. центр «Мала академія наук України». — Вип. 1. — К. : Інформ. системи, 2012. — С. 221—225.
2. Уварова С. Г. Суспільна криза: психологічний погляд // Збірник тез наукових робіт учасників Міжнародної науково-практична конференція «Вплив досягнень психологічних і педагогічних наук на розвиток сучасного суспільства», м. Харків, 11-12 березня 2016р.
3. Уварова С. Г. Феномен страху в сучасному суспільстві: психоаналітичний погляд //Матеріали всеукраїнської науково-практичної конференції «Практична педагогіка та психологія: методи і технології», м. Запоріжжя, 1-2 липня 2016
4. Уварова С. Г. Влияние ранних семейных отношений и социально-культурных факторов на формирование родительской роли // Третья Международная психологическая конференция «ПСИКОН-2011», 2-4 декабря 2011 г., Киев https://web.archive.org/web/20170519121658/http://2011.psycon.ua/materials/uvarova
5. Уварова С. Г. Влияние социальных и семейных факторов на формирование личности // сборник материалов II Международного психоаналитического коллоквиума в Армении «Превратности психической жизни: индивид и его семья». — ԵրևանՀայկականհոգեվերծուծականասոցիացիա, 2013.
6. Уварова С. Г. Психоанализ и политика счастья // Материалы Всемирного Психоаналитического Конгресса «Политика счастья» 1 часть, 2012 — с. 9-17
7. Уварова С. Г. Сопротивление психоанализу: драма или трагедия? // Международный симпозиум "Сопротивление психоанализу", 7-9 ноября 2004, (Киев, Украина)
8. Уварова С. Г. Свободные ассоциации // Международный симпозиум «Свободные ассоциации», 17-18 апреля 2009 г., (Киев, Украина)
9. Уварова С. Г. Проблема верволка в средней полосе // Международный осенний психоаналитический форум «Наследие З. Фрейда», 5-9 сентября 2005 г. (Киев, Украина)
10. Уварова С. Г. Невозможное и возможное в психоанализе // Международный симпозиум «Психоанализ — невозможная профессия»,4-6 мая 2008 г. (Киев, Украина)
11. Уварова С. Г. Приветственный доклад // V Международный Конгресс ЕКПП «Психоанализ в разных странах и его будущее: проблемы идентичности», 24-25 сентября 2010 г. (Киев, Украина)
12. Уварова С. Г. Субъект как сюжет // Международный симпозиум «HomoInterruptus. Судьба сюжета в XXI веке», 21 мая 2011 г. (Киев, Украина)
13. Уварова С. Г. Обратная сторона Луны — по ту сторону женского // Международный симпозиум «Женственность. Сексуальность и половые различия»,1-3 июня 2013 г. (Киев, Украина)
14. Уварова С. Г. Психоанализ и политика счастья // Всемирный психоаналитический конгресс «Политика счастья», 24-27 мая 2012 г. (Киев, Украина)
15. Уварова С. Г. Карта родины // Международный психоаналитический конгресс «Родина. Что это значит для нас сегодня?», 27-28 мая 2016 г. (Киев, Украина)
16. Uvarova S. The Optimistic Tragedy of Ukraine // International Conference «Ethnic and Religious Conflicts in the World. The Contribution of Psychoanalysis» (Italy, Rome, October 17, 2014)
17. Uvarova S. The Hidden Side of the Moon. Beyond the Feminine // International Seminar «Hysteria, Borderline,Anorexia. Discontent of Femininity?» (Italy, Rome, October 18-19, 2014)
18. Uvarova S. Convention Internationale relative aux droits de l’enfant. La situation en Ukraine // Les Droits de l’enfant 25 ans après la Convention Internationale des Droits de l’enfant (France, Strasbourg, 29 Novembre 2014) https://web.archive.org/web/20170419100811/http://www.maisondesadosstrasbourg.eu/0.1/wp-content/uploads/2014/10/Colloque-progdef-29-novembre.pdf+(фр.)
19. Uvarova S. The Optimistic Tragedy of Ukraine // Conference «Crisis in Ukraine: psychotherapeutic approaches» (Vienna,Austria, December 6, 2014)
20. Uvarova S. Le XXI siècle : la transformation de la sexualité et des approches psychanalytiques. Le destin de Snégourotchka // IV Международный психоаналитический коллоквиум в Армении «Конструкция психосексуальности и ее преобразования в теориях Фрейда и концептах Мишеля Фэна», Ереван, 14-16 июля 2017
21. Uvarova S. The Reflections of Love and Death // 8th World Congress of Psychotherapy “Life and Love in the 21st century” Paris, France, 24-28 July 2017 https://www.worldpsyche.org/download/cms/100700/WCP_World_Congress_Paris_2017_brochure.pdf
22. Уварова С.Г. Психоаналитическая теория и практика: между Западом и Востоком //Первая Международная Научно-Практическая Конференция по психоанализу «Транскультуральные аспекты психоанализа: теория и метод», Баку, Азербайджан, 11-12 мая 2018г.
23. Uvarova S. Death as the Truth of Life // Congress “Psychoanalytic views on death and dying”, September 6-8, 2018, Vienna, Austria https://www.sfu.ac.at/en/event/congress-2018-psychoanalytic-view-on-death-and-dying/
24. Уварова С.Г. В духе психоанализа о войнах и времени // Международный Психоаналитический Форум «В духе времени о войнах и психоанализе», Ницца-Киев, 26-27 августа 2022.

## Участие в конгрессах и конференциях
1. Международная психоаналитическая конференция «Психоанализ в Украине: истоки, современность, перспективы», 19-22 сентября 2002 г., Одесса (Украина)
2. V Международный Конгресс ЕКПП «Психоанализ в разных странах и его будущее: проблемы идентичности», 24-25 сентября 2010 г., Киев (Украина)
3. VIВсемирный конгресс по психотерапии, 24-28 августа 2011, (Сидней, Австралия)
4. Х Юбилейный Конгресс ЕКПП «Освіта в психоаналізі: виклики та суперечності», 28-29 сентября 2013, Львов (Украина)